# IX Giochi della Francofonia
I IX Giochi della Francofonia si sono svolti dal 28 luglio al 6 agosto 2023 a Kinshasa, in Repubblica Democratica del Congo. La manifestazione si contraddistingueva per lo svolgimento di eventi sportivi e culturali (arte e creazioni).

## Sedi di gara
Gli impianti che avevano ospitato gli eventi sportivi erano:
- Stadio dei martiri della Pentecoste - atletica leggera, calcio (semifinale e finale), pallacanestro femminile
- Stadio Tata Raphaël - calcio (fase a gironi), judo, lotta libera, tennistavolo
- Stadio Barumbu - calcio (fase a gironi)
- Esplanade Fikin - lotta africana

Gli impianti che avevano ospitato gli eventi culturali erano: 
- Palazzo del Popolo - canzone, danza della creazione
- Museo nazionale di Kinshasa - Arti visive (fotografia, pittura e scultura)
- Tour de l'Échangeur - Arti di strada (Giocoleria con la palla, Burattini giganti e Hip Hop Dance)
- Centro Vallonia-Bruxelles - Letteratura, Racconti
- Istituto francese (Halle de la Gombe) - Creazione digitale

## Partecipanti
Parteciperanno ai Giochi 88 delegazioni.
- Albania
- Andorra
- Argentina
- Armenia
- Austria
- Belgio
- Benin
- Bosnia ed Erzegovina
- Bulgaria
- Burkina Faso
- Burundi
- Cambogia
- Camerun
- Canada
- Capo Verde
- Ciad
- Cipro
- Comore
- Rep. del Congo
- Corea del Sud
- Costa d'Avorio
- Costa Rica
- Croazia
- Dominica
- Egitto
- Emirati Arabi Uniti
- Estonia
- Francia
- Gabon
- Gambia
- Georgia
- Ghana
- Gibuti
- Grecia
- Guinea
- Guinea Equatoriale
- Guinea-Bissau
- Haiti
- Irlanda
- Kosovo
- Laos
- Lettonia
- Libano
- Lituania
- Louisiana
- Lussemburgo
- Macedonia del Nord
- Madagascar
- Mali
- Malta
- Marocco
- Mauritania
- Mauritius
- Messico
- Moldavia
- Monaco
- Montenegro
- Mozambico
- Niger
- Nuova Caledonia
- Nuovo Brunswick
- Ontario
- Polonia
- Qatar
- Québec
- Rep. Ceca
- Rep. Centrafricana
- RD del Congo
- Rep. Dominicana
- Romania
- Ruanda
- Saint Lucia
- São Tomé e Príncipe
- Senegal
- Serbia
- Seychelles
- Slovacchia
- Slovenia
- Svizzera
- Thailandia
- Togo
- Tunisia
- Ucraina
- Ungheria
- Uruguay
- Vallonia
- Vanuatu
- Vietnam

## Eventi sportivi
Calendario degli eventi sportivi
- Atletica leggera (42)
- Atletica leggera paralimpica (10)
- Calcio (1)
- Ciclismo su strada (2)
- Judo (8)
- Lotta (18)
- Lotta africana (10)
- Pallacanestro (1)
- Tennistavolo (5)

## Eventi culturali
Calendario degli eventi culturali

### Arte
- Canzone
- Danse de création
- Fotografia
- Hip hop (danza)
- Jonglerie avec ballon (freestyle ball)
- Letteratura (novelle)
- Marionette giganti
- Pittura
- Racconti e narratori
- Scultura/installazioni

### Creazioni
- Creazioni numeriche
- Creazioni per uno sviluppo durevole

## Medagliere
Paese ospitante
| Posiz. | Nazione                      | Oro | Argento | Bronzo | Totale |
| ------ | ---------------------------- | --- | ------- | ------ | ------ |
| 1      | Marocco                      | 23  | 16      | 19     | 58     |
| 2      | Romania                      | 17  | 9       | 12     | 38     |
| 3      | Camerun                      | 13  | 13      | 14     | 40     |
| 4      | Senegal                      | 10  | 9       | 6      | 25     |
| 5      | Burkina Faso                 | 7   | 4       | 8      | 19     |
| 6      | Francia                      | 7   | 4       | 4      | 15     |
| 7      | Costa d'Avorio               | 6   | 5       | 4      | 15     |
| 8      | Mauritius                    | 6   | 4       | 2      | 12     |
| 9      | RD del Congo                 | 5   | 11      | 19     | 35     |
| 10     | Canada                       | 4   | 6       | 3      | 13     |
| 11     | Gibuti                       | 4   | 1       | 3      | 8      |
| 12     | Niger                        | 3   | 8       | 7      | 18     |
| 13     | Madagascar                   | 3   | 4       | 2      | 9      |
| 14     | Armenia                      | 3   | 2       | 3      | 8      |
| 15     | Libano                       | 2   | 1       | 5      | 8      |
| 16     | Ciad                         | 1   | 5       | 4      | 10     |
| 17     | Tunisia                      | 1   | 3       | 2      | 6      |
| 18     | Kosovo                       | 1   | 2       | 1      | 4      |
| 19     | Svizzera                     | 1   | 1       | 3      | 5      |
| 20     | Guinea                       | 1   | 1       | 0      | 2      |
| 21     | Benin                        | 1   | 0       | 2      | 3      |
| 22     | Rep. del Congo               | 0   | 4       | 7      | 11     |
| 23     | Togo                         | 0   | 2       | 1      | 3      |
| 24     | Gabon                        | 0   | 1       | 4      | 5      |
| 25     | Burundi                      | 0   | 1       | 2      | 3      |
| 25     | Mali                         | 0   | 1       | 2      | 3      |
| 27     | Comunità francese del Belgio | 0   | 1       | 1      | 2      |
| 28     | Nuovo Brunswick              | 0   | 0       | 2      | 2      |
| 29     | Guinea Equatoriale           | 0   | 0       | 1      | 1      |
| 29     | Vietnam                      | 0   | 0       | 1      | 1      |
| Totale | Totale                       | 119 | 119     | 144    | 382    |